# Micrathena evansi
Micrathena evansi är en spindelart som beskrevs av Arthur M. Chickering 1960. Micrathena evansi ingår i släktet Micrathena och familjen hjulspindlar. Inga underarter finns listade i Catalogue of Life.